# ДахаБраха
«ДахаБраха» — украинская группа, играющая в стиле «этно-хаос», связанном с этнической музыкой разных народов. Лауреат национальной премии Украины имени Тараса Шевченко (2020). Лауреат премии Сергея Курёхина (2009). 
Организатором, художественным руководителем группы является Владислав Троицкий.

## Название коллектива
Название коллектива происходит от украинских глаголов «давати» и «брати», означающие давать и брать, соответственно, и одновременно обыгрывается название театра «Дах».

## История
Все участники коллектива получили образование в Киевском национальном университете культуры и искусств. По словам Марко Галаневича из интервью в ходе выступления на радио KEXP женская часть «ДахаБрахи» спевалась к этому моменту уже двадцать лет.
Коллектив сформировался в начале 2000-х годов в творческой атмосфере театра «Дах» из молодых фольклористов и музыкантов, которых собрал вокруг себя Влад Троицкий. Поначалу участники будущей «ДахаБрахи» осуществляли музыкальное сопровождение спектаклей Троицкого, а после стали частью его проекта «Украина мистическая». В 2004 году группа начинает активную концертную деятельность. В последующие годы коллектив постоянно выступает на музыкальных фестивалях.

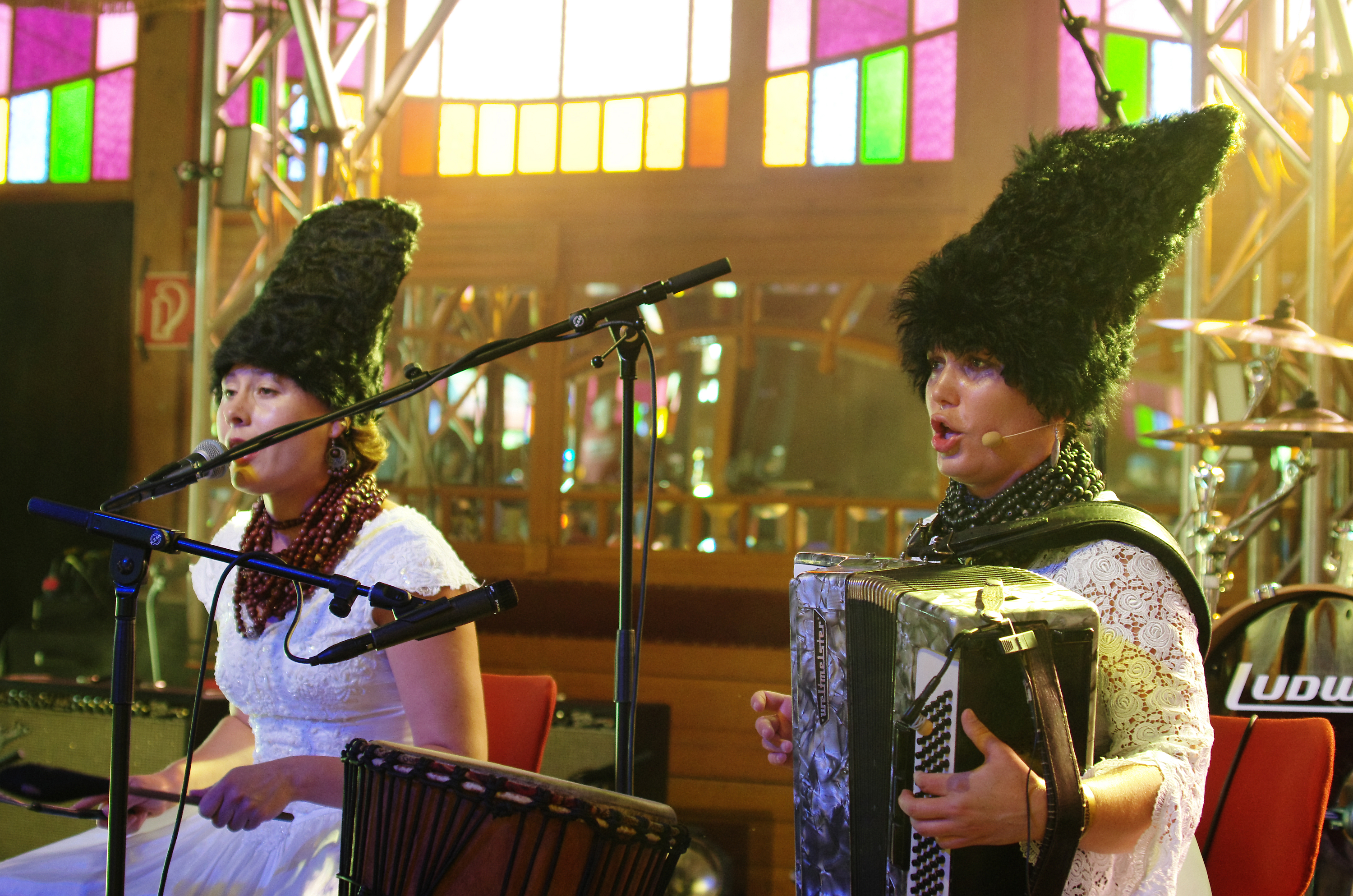
DakhaBrakha на Haldern Pop Festival 2013

В 2006 году вышел дебютный альбом группы «На добраніч», в который вошло 18 песен. В качестве звукорежиссёров над записью работали Анатолий Сорока и Андрей Матвейчук. Следующими альбомами стали «Ягудки» (2007) и «На межі» (2009). В 2010 году группа ДахаБраха выпустила студийный альбом Light, музыкальным продюсером которого стал Юрий Хусточка. В 2012 году выходит альбом Khmeleva Project, записанный совместно с белорусской командой Port Mone. Запись была произведена в польском городе Лодзь по инициативе агентства «Арт-Поле».
Группа является лауреатом национальной премии Украины имени Тараса Шевченко (2020) и лауреатом премии Сергея Курёхина (2009) в сфере современной музыки.
Нина Гаренецкая также является участницей театрально-музыкального коллектива Dakh Daughters.

## Музыкальный стиль
Музыкальный стиль группы определяется участниками как «этно-хаос», что подчёркивает «хаотическое» сочетание различных этнических составляющих. Группа использует украинские народные песни, записанные участниками группы и их коллегами-фольклористами в фольклорных экспедициях в разных регионах Украины. Песни, исполняемые в аутентичной манере, сочетаются со звучанием широкого ряда инструментов из разных уголков мира с влиянием таких современных музыкальных направлений, как минимализм, хип-хоп, соул и блюз.

## Состав
- Нина Гаренецкая — вокал, виолончель, басовый барабан
- Ирина Коваленко — вокал, джембе, перкуссия, басовый барабан, флейта, бугай, аккордеон, фортепиано, укулеле
- Елена Цибульськая — вокал, перкуссия, басовый барабан
- Марко Галаневич — вокал, арбука, табла, диджериду, губная гармоника, аккордеон, кахон

## Дискография
- 2005 — На добраніч[укр.]
- 2008 — Ягудки[укр.]
- 2009 — На межі[укр.]
- 2010 — Light[укр.]
- 2012 — Хмелева project (совместно с Port Mone)
- 2016 — Шлях[4]
- 2020 — Alambari

## Музыка для кино и театра
В качестве участников театра «Дах» коллектив играет в различных постановках и спектаклях. Среди них "шекспировский цикл" в рамках проекта "Украина мистическая" (трилогия «Макбет», «Король Лир» и «Ричард III») и шоу-перфоманс «Сни покинутих доріг» («Сны заброшенных дорог»).
На протяжении зимы и весны 2012 года по заказу Национального центра Довженко «ДахаБраха» записала музыкальное сопровождение к фильму «Земля», который в том момент находился на реставрации на основании оригинальной версии 1930 года.
Музыка в кино:
- 2017 — Горькая жатва[7] (фильм, Канада)
- 2017 — Фарго[8] (сериал, США)
- 2018 — музыка к рекламному ролику бренда House 99 Дэвида Бэкхема[9] (Великобритания)
- 2018 — Дикое поле (фильм, Украина)
- 2019 — Гуцулка Ксеня[10] (фильм, Украина)
- 2019 — Достать коротышку, 3 сезон, 1 серия (сериал, США)
- 2023 — Мавка. Лесная песня (мультфильм, Украина)

## Фестивальная и концертная деятельность
Коллектив постоянно гастролирует и принимает участие в различных фестивалях. К 2019 году в их карьере значится уже более 300 концертов и перфомансов по всему миру, включая Западную и Восточную Европу, Россию, Азию, Австралию, Северную и Южную Америку.
В марте 2011 «ДахаБраха» стали главным открытием фестиваля Australian WOMADelaide.
В июне 2014 года коллектив выступил на Bonnaroo Music and Arts Festival (США, Манчестер, штат Теннесси), куда были приглашены для участия в выставке GlobalFEST.  Rolling Stone назвал их выступление «лучшим прорывом фестиваля».
В 2016 году коллектив отыграл в Гластонсбери на площадке West Holts.
В июле 2017 года и июле 2018 года приняли участие на Fingerlakes Grassroots Festival of Music and Dance в Трумансберге, штат Нью-Йорк.

## Совместные проекты
«ДахаБраха» участвовали в совместных проектах с таким музыкантами, как Port Mone (Белоруссия), Kimmo Pohjonen Cluster (Финляндия), Karl Frierson (DePhazz) (Германия), Steve Cooney (Ирландия), Инна Желанная (Россия), Kievbass (Украина), Djam (Украина-Иран), Дэвид Ингибарян (Венгрия), Сергей Старостин (Россия), Джамала (Украина).

## Политическая позиция и прекращение выступлений в России
После аннексии Крыма Российской Федерацией коллектив решил прекратить выступления в РФ, таким образом объявив о своей позиции по отношению к крымским событиям 2014 года.
24 мая 2018 во время выступления на «Фестивале чемпионов» в центре Киева группа поддержала осуждённого в России украинского режиссёра Олега Сенцова. Музыканты отметили, что не могут оставаться в стороне проблемы украинских узников в России.
Группа проводит благотворительные концерты в помощь больным детям и помогает волонтёрской организации «Вернись живым»  .